# Movimento de Libertação de São Tomé e Príncipe – Partido Social Democrata
Movimento de Libertação de São Tomé e Príncipe – Partido Social Democrata (forkortet MLSTP-PSD), portugisisk for Bevægelsen for Befrielse af São Tomé og Príncipe – Socialdemokratisk Parti, er et politisk parti i São Tomé og Príncipe.
MLSTP/PSD betegnes som venstre- til centrum-venstre-orienteret. og socialistisk

## Historie
Partiet blev grundlagt i 1960 da São Tomé og Príncipe var en portugisisk koloni. Det hed dengang Comité pela Libertação de São Tomé e Príncipe (forkortet CLSTP, Komiteen for São Tomé og Príncipes Befrielse på dansk). Det er da en nationalistisk gruppe som kæmpede for uafhængighed for São Tomé og Príncipe. I 1961 gik CLSTP sammen med tilsvarende socialistiske og kommunistiske grupper i andre portugisiske kolonier i organisationen Conferência das Organizações Nacionalistas das Colónias Portuguesas (CONCP, Konference for Nationalistiske Organisationer i de Portugisiske Kolonier).
Efter Nellikerevolutionen i Portugal afviklede landet sine kolonier, og São Tomé og Príncipe blev en selvstændig stat i 1975. CLSTP overtog magten med Manuel Pinto da Costa som præsident og Miguel Trovoada som premierminister. São Tomé og Príncipe blev en socialistisk etpartistat med CLSTP som eneste tilladte parti.
I 1990 ændredes São Tomé og Príncipes forfatning så flere partier blev tilladt, og CLSTP skiftede navn til MLSTP-PSD. I 1991 afholdtes det første flerparti-valg. Resultatet var at MLSTP-PSD mistede regeringsmagten for første siden selvstændigheden.

## Valghistorie

### Præsidentvalg
| Valg | Partiets kandidat               | Stemmer      | %            | Stemmer     | %           | Resultat |
| Valg | Partiets kandidat               | Første runde | Første runde | Anden runde | Anden runde | Resultat |
| ---- | ------------------------------- | ------------ | ------------ | ----------- | ----------- | -------- |
| 1996 | Manuel Pinto da Costa           | 13.627       | 37,7 %       | 17.820      | 47,3 %      | Tabt     |
| 2001 | Manuel Pinto da Costa           | 18.762       | 39,98 %      | –           | –           | Tabt     |
| 2006 | Støttede Patrice Trovoada (ADI) | 22.339       | 38,8 %       | –           | –           | Tabt     |
| 2011 | Aurélio Martins                 | 2.445        | 4,06 %       | –           | –           | Tabt     |
| 2016 | Maria das Neves                 | 16.828       | 24,31 %      | –           | –           | Tabt     |
| 2021 | Guilherme Posser da Costa       | 16.829       | 20,75 %      | 33.557      | 42,46 %     | Tabt     |

### Parlamentsvalg
| Valg | Partileder                | Stemmer | %       | Sæder   | +/– | Position |
| ---- | ------------------------- | ------- | ------- | ------- | --- | -------- |
| 1975 | Manuel Pinto da Costa     |         |         | 16 / 16 | 16  | 1        |
| 1980 | Manuel Pinto da Costa     |         |         | 40 / 40 | 24  | 1        |
| 1985 | Manuel Pinto da Costa     |         |         | 51 / 51 | 11  | 1        |
| 1991 | Manuel Pinto da Costa     | 12.090  | 30,5 %  | 21 / 55 | 30  | 2        |
| 1994 | Manuel Pinto da Costa     | 10.782  | 42,53 % | 27 / 55 | 6   | 1        |
| 1998 | Manuel Pinto da Costa     | 14.785  | 50,8 %  | 31 / 55 | 4   | 1        |
| 2002 | Manuel Pinto da Costa     | 15.618  | 39,56 % | 24 / 55 | 7   | 1        |
| 2006 | Guilherme Posser da Costa | 15.733  | 30,21 % | 20 / 55 | 4   | 2        |
| 2010 | Joaquim Rafael Branco     | 22.510  | 32,09 % | 21 / 55 | 1   | 2        |
| 2014 | Joaquim Rafael Branco     | 16.573  | 24,71 % | 16 / 55 | 5   | 2        |
| 2018 | Joaquim Rafael Branco     | 31.634  | 40,32 % | 23 / 55 | 7   | 2        |